# Bertschikon bei Gossau
Bertschikon är en ort i kommunen Gossau i kantonen Zürich, Schweiz. 